# Condon (Oregon)
Condon è una città degli Stati Uniti d'America situata nell'Oregon, nella Contea di Gilliam, della quale è anche il capoluogo.